# Male Poljane
Male Poljane je naselje u slovenskoj Općini Škocjanu. Male Poljane se nalazi u pokrajini Dolenjskoj i statističkoj regiji Jugoistočnoj Sloveniji. 

## Stanovništvo
Prema popisu stanovništva iz 2002. godine naselje je imalo 47 stanovnika.